# Шубин, Олег Никандрович
Олег Никандрович Шубин (род. 14 февраля 1959, Челябинск-50, Челябинская область, РСФСР, СССР) — российский государственный деятель, инженер-конструктор ядерного оружия, заместитель директора дирекции по ядерному оружейному комплексу — директор департамента разработки и испытаний ядерных боеприпасов и военных энергетических установок государственной корпорации по атомной энергии «Росатом». Герой Российской Федерации (2018).

## Биография
Олег Никандрович Шубин родился 14 февраля 1959 года в городе Челябинск-50 Челябинской области. По национальности — русский. Родители были в числе основателей и первых строителей города.
Выпустившись из средней школы № 127 с золотой медалью, поступил на кафедру физики Земли физического факультета Московского государственного университета имени М. В. Ломоносова, который окончил в 1982 году. После получения образования в том же году вернулся в родной город и устроился на градообразующее предприятие — во Всесоюзный НИИ приборостроения (ныне Российский федеральный ядерный центр — Всероссийский научно-исследовательский институт технической физики имени академика Е. И. Забабахина).
С 2000 года перевёлся в центральный аппарат министерства Российской Федерации по атомной энергии, где занимал руководящие должности. С 2004 года работал в Федеральном агентстве по атомной энергии, а в 2008 году перешёл в государственную корпорацию по атомной энергии «Росатом». Занимал должность заместителя директора дирекции по ядерному оружейному комплексу — директора департамента разработки и испытаний ядерных боеприпасов и военных энергетических установок Научно-исследовательского и конструкторского института энерготехники имени Н. А. Доллежаля, входящего в структуру госкорпорации. В 2019 году назначен на должность первого заместителя генерального директора — директор дирекции по ядерному оружейному комплексу «Росатома». Также является председателем совета директоров НИКИЭТ имени Н. А. Доллежаля, членом совета по кооперационному взаимодействия «Росатома» с «Роскосмосом» и министерством промышленности и торговли Российской Федерации, а также совета по присуждению премий правительства Российской Федерации в области науки и техники.

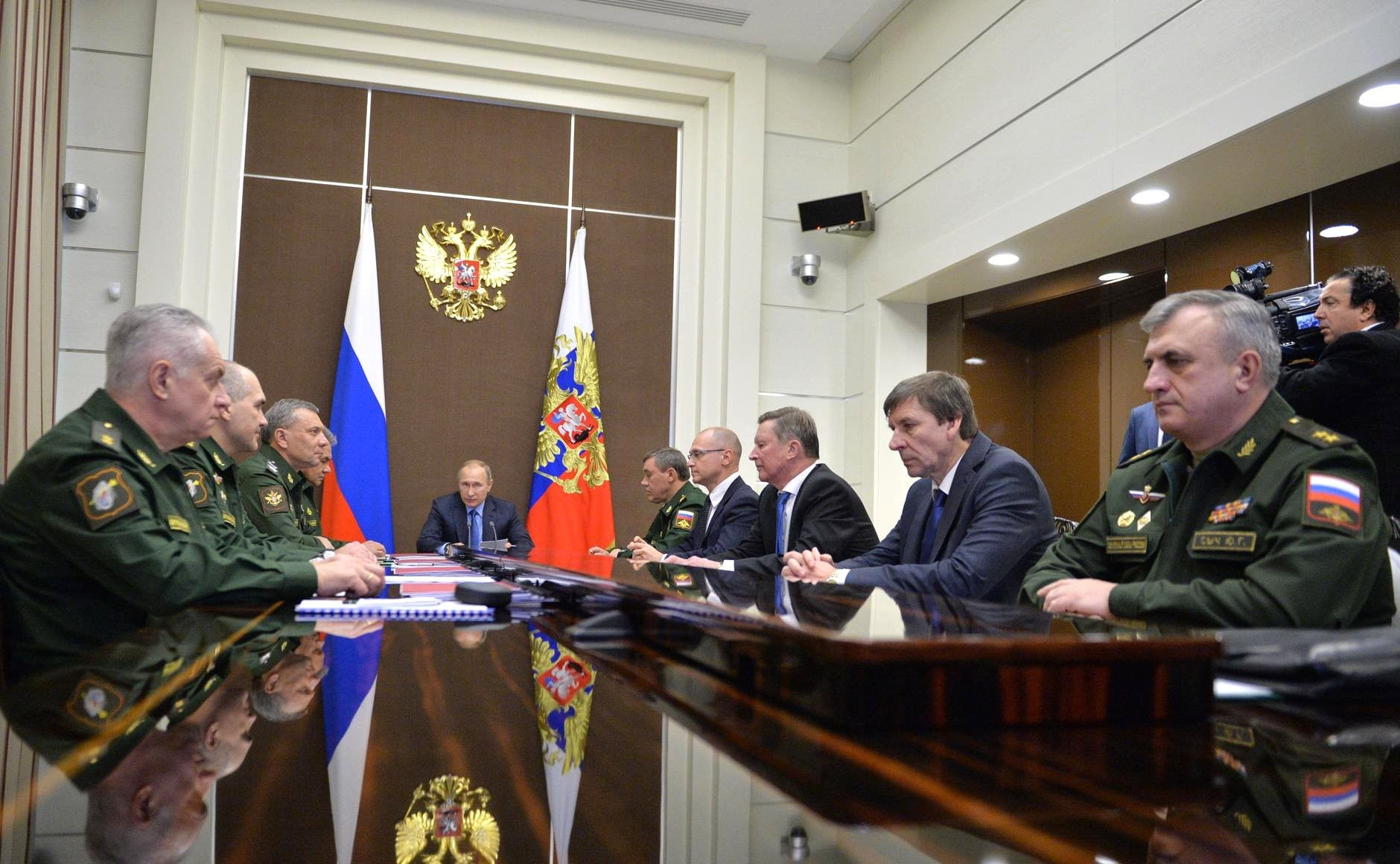
На совещании по вопросам создания новых видов вооружений с Владимиром Путиным, 2016 год

Непосредственно осуществляет контроль за производством и предприятиями, подготовкой и реализацией государственной программы вооружений, выполнением государственного заказа и федеральных целевых программ. Принимал участие в создании новых видов вооружений, проектировка которых была начата в 2016 году по решению президента Российской Федерации Владимира Путина. В 2018 году был удостоен звания «Герой Российской Федерации» за участие в разработке и испытаниях ядерной ракеты «Буревестник».
Имеет учёную степень доктора технических наук. Помимо основной научной деятельности участвовал в эксперименте на Невадском полигоне (США) в рамках исполнения контрольных мер договора об ограничении подземных ядерных испытаний, а также был занят в работах по подготовке методик контроля соблюдения договора о всеобъемлющем запрещении ядерных испытаний. От имени «Росатома» поддерживал и разрабатывал идеи о проведении управляемых ядерных взрывов в космическом пространстве «в мирных целях» для уничтожения астероидов, угрожающих Земле.

## Награды
- Звание «Герой Российской Федерации» с вручением медали «Золотая Звезда» (2018 год, закрытым указом президента Российской Федерации) — «за мужество и героизм, проявленные при исполнении служебных обязанностей»[16][1].
- Ордена, медали[2][1].
- Звание «Почётный гражданин Снежинска» (20 ноября 2018 года) — «за многолетний добросовестный труд, весомый вклад в укрепление обороноспособности страны и социально-экономическое развитие города Снежинска»[2][3][5].

## Личная жизнь
За 2016 года задекларировал годовой доход в 22 миллиона рублей, два земельных участка, жилой дом и три квартиры, тогда как жена — 201 тысячу рублей, квартиру, гараж и автомобиль Mercedes-Benz CLK-класса.